# Xuthea leonardii
Xuthea leonardii es una especie de insecto coleóptero de la familia Chrysomelidae. Fue descrita en 1997 por Medvedev.